# Tommaso Fiore
(Tommaso Fiore)
Tommaso Fiore (Altamura, 7 marzo 1884 – Bari, 4 giugno 1973) è stato uno scrittore e politico italiano.
È molto noto, soprattutto in Puglia e nella sua città natale Altamura, per la sua attenzione, le sue descrizioni e studi sulle condizioni disumane dei contadini (i cosiddetti "cafoni") pugliesi e meridionali dell'epoca. È anche noto per il suo libro, vincitore del Premio Viareggio Un popolo di formiche. Negli anni '20 è stato anche sindaco della sua città natale Altamura. Durante il ventennio fascista, si oppose strenuamente al fascismo e fu per questo inviato al confino nel 1942 e incarcerato nel 1943.

## Biografia
Nato in una famiglia operaia, dopo studi classici presso la facoltà di Lettere, divenne docente nei licei classici. Meridionalista convinto di parte socialista, lottò sempre per le autonomie e per il federalismo meridionalista, fu guida di un gruppo di giovani intellettuali e si occupò delle condizioni del Mezzogiorno e, in particolare, di quelle dei contadini. Divenne sindaco di Altamura nel 1920 e fu un radicale oppositore del Fascismo. Fu incarcerato nel 1942 e nel 1943 per l'intensa propaganda antifascista.
Collaborò con «La Rivoluzione liberale» di Piero Gobetti e con «Quarto Stato» di Pietro Nenni e Carlo Rosselli, dove pubblicò un programma socialista per il Mezzogiorno.
Perdette il figlio Graziano nella strage di via Niccolò dell'Arca a Bari del 28 luglio 1943.
Nell'immediato dopoguerra fu incaricato dell'insegnamento di lettere latine nell'Università degli Studi di Bari e fu anche Provveditore agli Studi.
Nel 1952 il suo volume Un popolo di formiche si aggiudicò il prestigioso Premio Viareggio.
Fu iniziato in Massoneria nella Loggia Millesettecentonovantanove di Altamura il 19 agosto 1909 e il 7 febbraio 1915 divenne Maestro massone.
Si dedicherà all'attività accademica ed alla scrittura fino alla sua morte avvenuta nel 1973. 
È sepolto nel cimitero di Bari nell'area Monumentale.

## Opere
- Un popolo di formiche, Bari, Laterza, [1951], 2001. ISBN 88-87467-59-5.
- Formiconi di Puglia. Vita e cultura in Puglia, 1900-1945 . Manduria, Lacaita, 1963.
- Il cafone all'inferno, Torino, Einaudi, 1955, ISBN 8888872302.
- Tommaso Fiore, Il sacco di Altamura, in Intervento al Convegno Nazionale di studio su Gli albori del Risorgimento in Terra di Bari, indetto dal Comitato Provinciale di Bari dell'Istituto per la Storia del Risorgimento Italiano tenutosi a Bari nei giorni 29, 30, 31 ottobre 1966, Bari, 29-30-31 ottobre 1966. contenuto in  Giuseppe Bolognese, Zecher la chorban - Memoria del sacrificio, Tipografia Castellano - Altamura, 1999. (pagg. 59-82)
- Tommaso Fiore, Serie di articoli, in La Rivoluzione liberale, Torino, Energie nove.